# Josef Nabl
Josef Nabl (* 1876; † 1953) war ein österreichischer Physiker.
Nabl studierte und promovierte in Wien und war letzter Assistent von Ludwig Boltzmann. Um 1900 war er am Cavendish Laboratory in Cambridge bei Joseph John Thomson. Er schrieb 1905 mit Boltzmann an dessen letzter Arbeit, dem Übersichtsartikel Kinetische Theorie der Materie in der Enzyklopädie der mathematischen Wissenschaften (erschienen 1907). Aufgrund einer schweren Verwundung im Ersten Weltkrieg musste er die Physik aufgeben.
Sein Bruder Franz Nabl (1883–1974) war Romanschriftsteller.

## Quelle
- John T. Blackmore Ludwig Boltzmann, Kluwer 1995.